# 广州工业投资控股集团
广州工业投资控股集团有限公司（简称“广州工控”）成立于2019年，是由广钢集团、万宝集团、万力集团、广智集团等广州市属国有企业联合重组形成，以原广钢集团作为存续主体。
原广州钢铁企业集团有限公司（简称“广钢集团”），是中国廣州市市管企業，最早可追溯投产于1958年的广州钢铁厂。曾经拥有550万吨/年炼钢生产能力、中国第一个棒材连轧工厂、中国地方钢铁骨干企业第一个上市公司、中国第一个薄板坯连铸连轧工厂、2030mm冷连轧和汽车面板用热镀锌工厂。2002年、2004年、2007年和2008年分别荣列“中国企业500强”第102位、80位、209位和235位。

## 历史

### 广钢时期
1957年10月7日，中华人民共和国在广州白鹤洞一带破土动工，成立广州钢铁厂。1958年7月1日钢铁项目正式点火投产。标志着广东省第一家钢铁厂的成立。翌年，连接干线铁路和钢铁厂的广钢专用线通车。
1957年至1979年时期，广州钢铁厂大多时期是处于亏损状况。而在1979年，年产钢仅十余万吨。
1980年，实行财政包干试点。

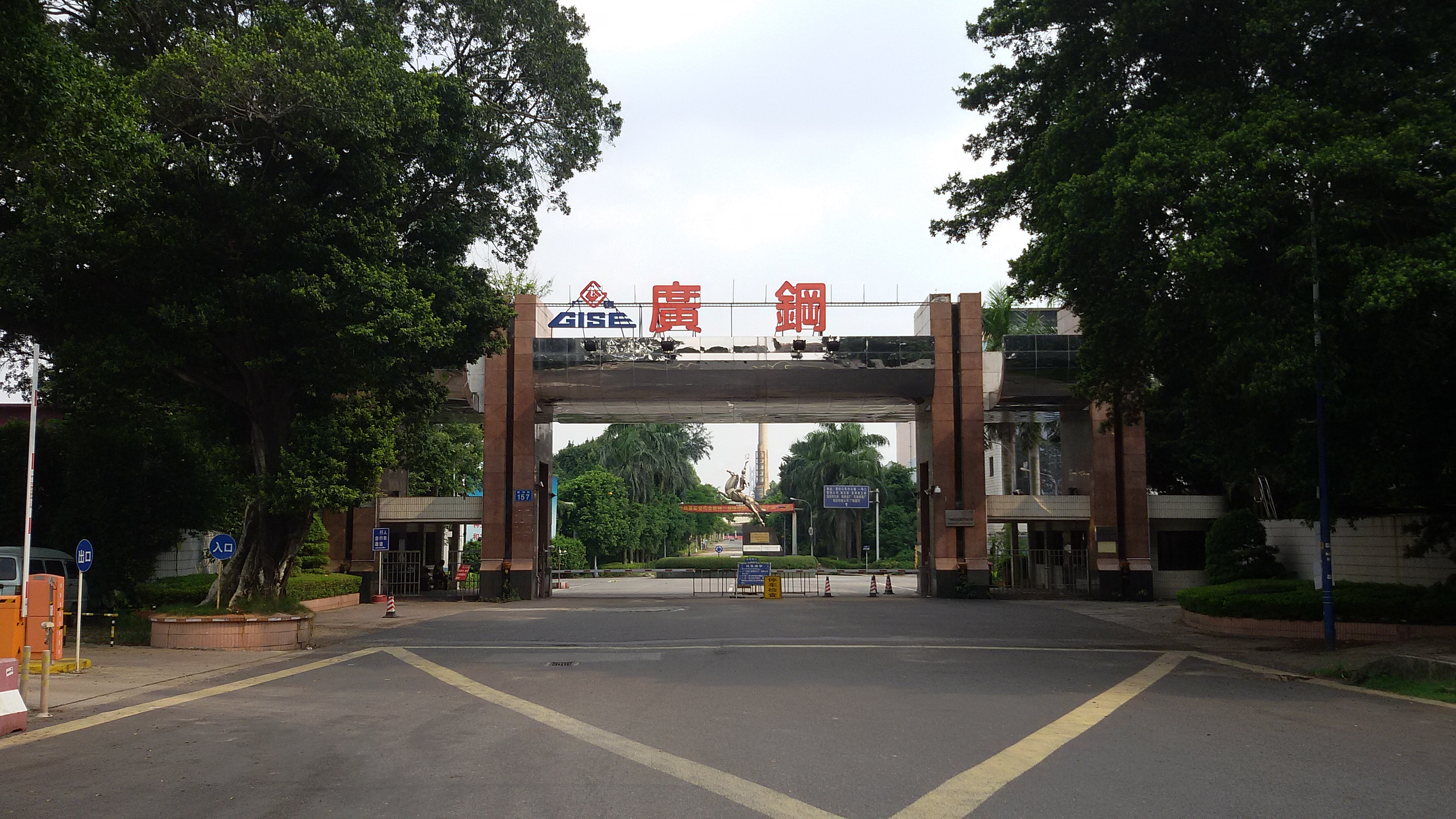
广钢原厂区正门（2014年8月，已拆除）

1982年，率先在国有企业中实施签订劳动合同制，开始扭亏为盈。
1988年，广州钢铁厂与香港粤海企业(集团)有限公司合资设立广州钢铁有限公司，标志着中国第一家中外合资冶金企业的诞生。
1993年2月进行股份制改革成立广州钢铁股份有限公司(廣鋼股份)。1996年3月28日在上海证券交易所A股上市，2006年3月29日进行股权分置改革。
按照广东省的统一部署，2008年广州钢铁集团、广东韶關鋼鐵集團加入央企宝钢集团旗下的广东钢铁集团有限公司。宝钢將環保搬遷廣東省已有產能，建設湛江鋼鐵項目。
但2011年8月重新签订协议，韶關鋼鐵與广州钢铁集团退出广东钢铁集团，同時要求广州钢铁集团退出在广州市的钢铁主业，实施转型发展。

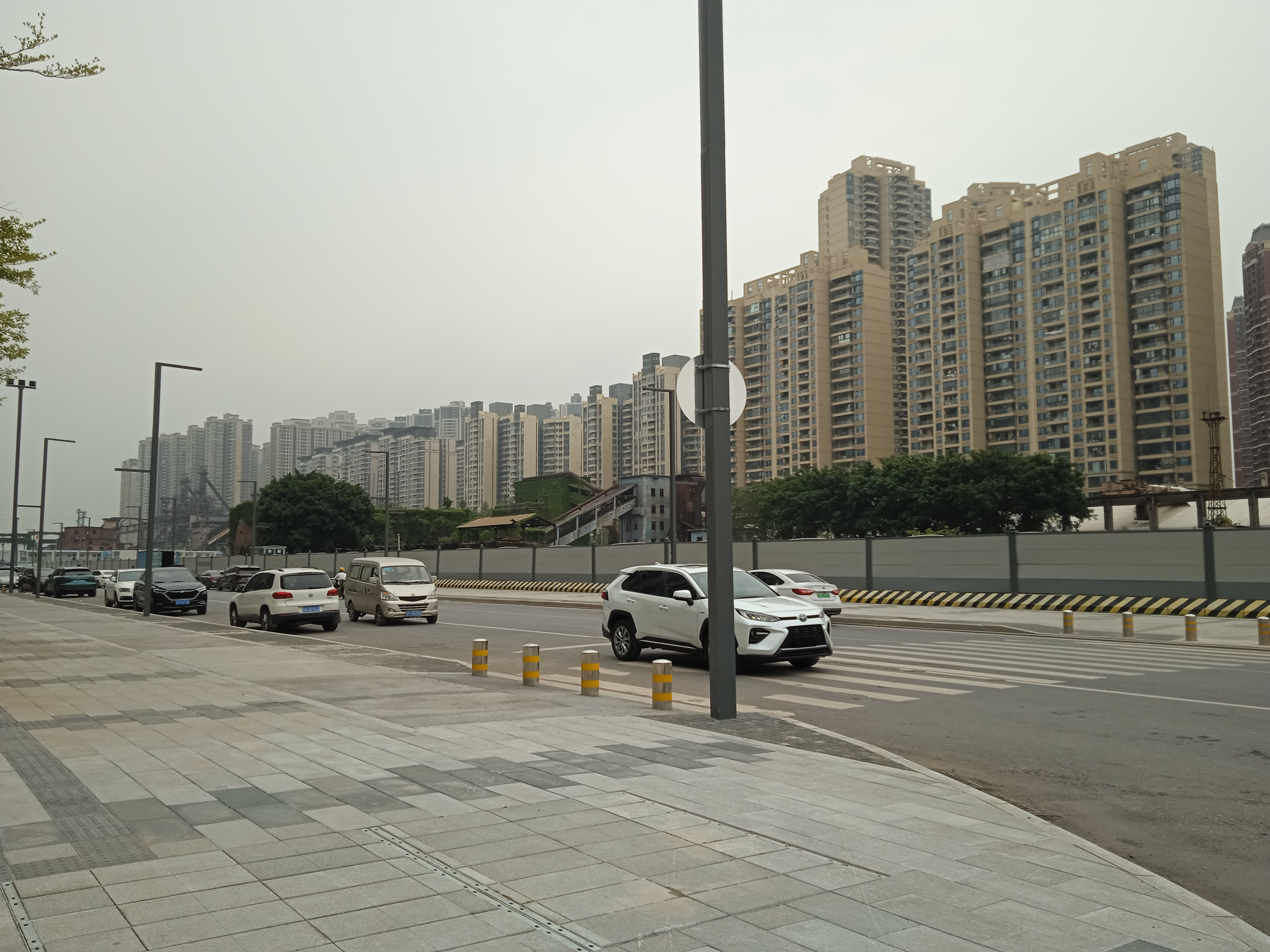
2022年4月，保留但未改造的广钢厂区设备，背后为广钢新城

2012年7月3日廣鋼集團出售廣鋼股份予广日集团，同時回購廣鋼股份原資產，以完成借殼上市。同年8月31日起广钢股份在上海证券交易所复牌，名稱变更为广日股份。

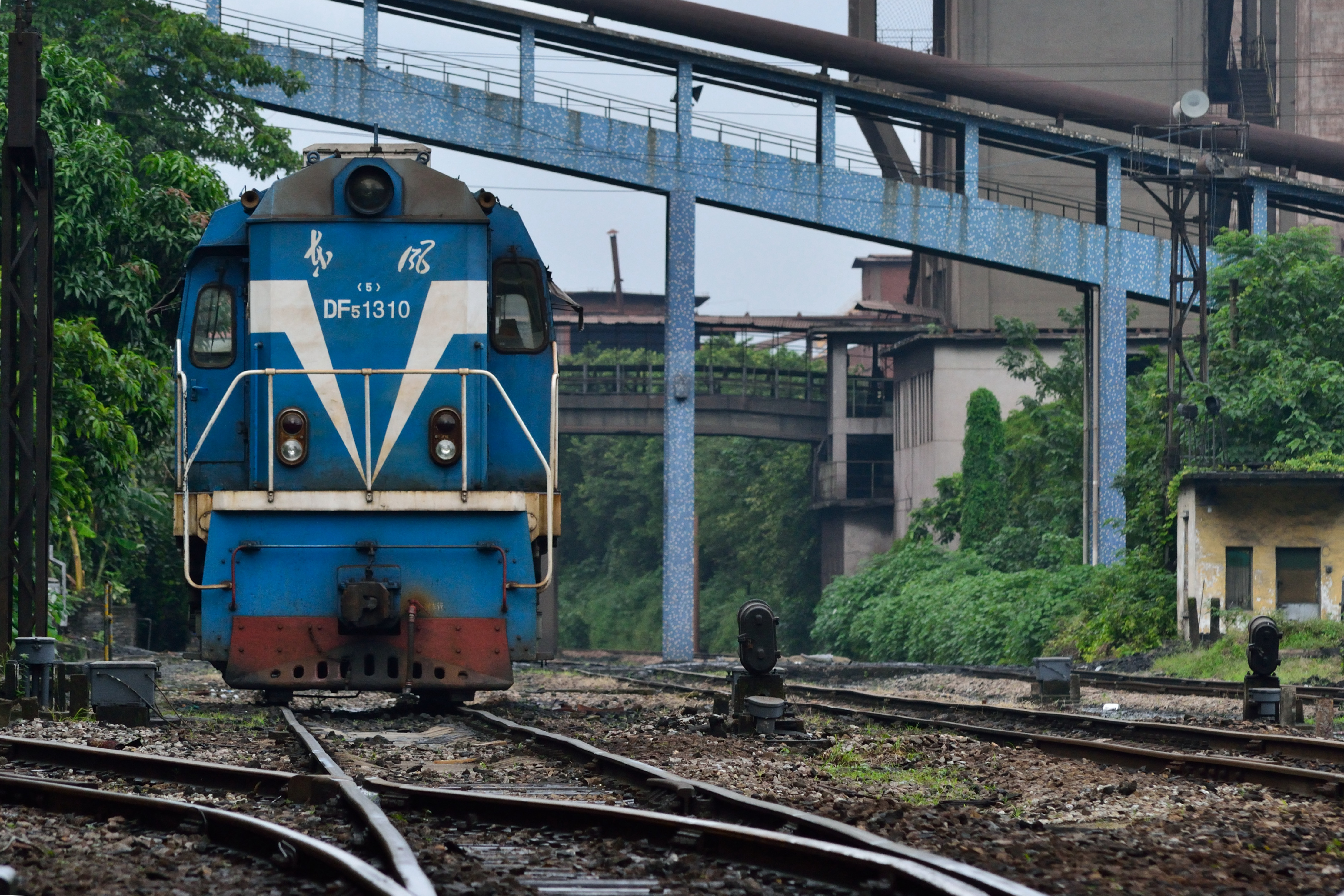
广钢厂区及专用线，以及专用的东风5型 6943号机车

2013年10月，广州钢铁集团已经全面关停了在广州市的钢铁企业，原广钢白鹤洞区厂址已经停产，原址開發成廣鋼新城。其主要生产设备，包括锅炉和厂区铁路获保留，计划改造成为工业遗产公园。
2014年广州钢铁集团以近450亿的营业收入，荣列“2015中国企业500强”第285位。

### 工控时期
2019年12月28日，由广钢、万宝、万力三家广州市属国企重组设立的广州工业投资控股集团有限公司正式揭牌。
2021年3月2日，广州工控资本大厦在广州市海珠区金沙路9号正式启用。
2023年8月2日，2023年《财富》世界500强全球同步发布，广州工控以365.885亿美元的营业收入上榜，位列榜单第414位。
2024年6月下旬，获评国务院国资委“双百企业”标杆。

## 旗下企业
- 广钢置地，廣州鋼鐵集團转型发展三大主业——“地产开发与运营”、五大平台——“打造具有特色的产业地产开发和运营平台”的实施主体。公司以产业地产为核心，主要开展房地产开发经营、中介、咨询服务；物业管理等；酒店住宿服务（旅业）；餐饮等业务。
- 金骏投资，廣州鋼鐵集團实施多元化经营的典型企业之一。公司主要从事证券投资、资产管理、财务顾问、股权投资、小额贷款等业务。
- 广钢新材料，廣州鋼鐵集團旗下专职运营“五羊”品牌建筑钢材。新材料公司作为“五羊”品牌资源整合和运营的核心平台，是“五羊”品牌建筑钢材经营的决策主体、投资主体和运作主体，公司以“品牌+”的发展战略结合产融结合的创新商业运营模式建设“五羊”品牌生态集聚圈。
- 广钢新能源，主要从事研发、生产和销售高能量密度锂离子电池正极材料，产品广泛应用于新能源汽车、储能装置、电动工具等领域。
- 金博物贸集团，业务涵盖贸易、物流配送、仓储加工、进出口、商务地产及综合配套、电子商务等领域，经营区域覆盖全国，并在港澳、东南亚等国家和地区设有多家分支机构，是廣州鋼鐵集團转型发展五大业态中现代服务业的旗舰型企业。

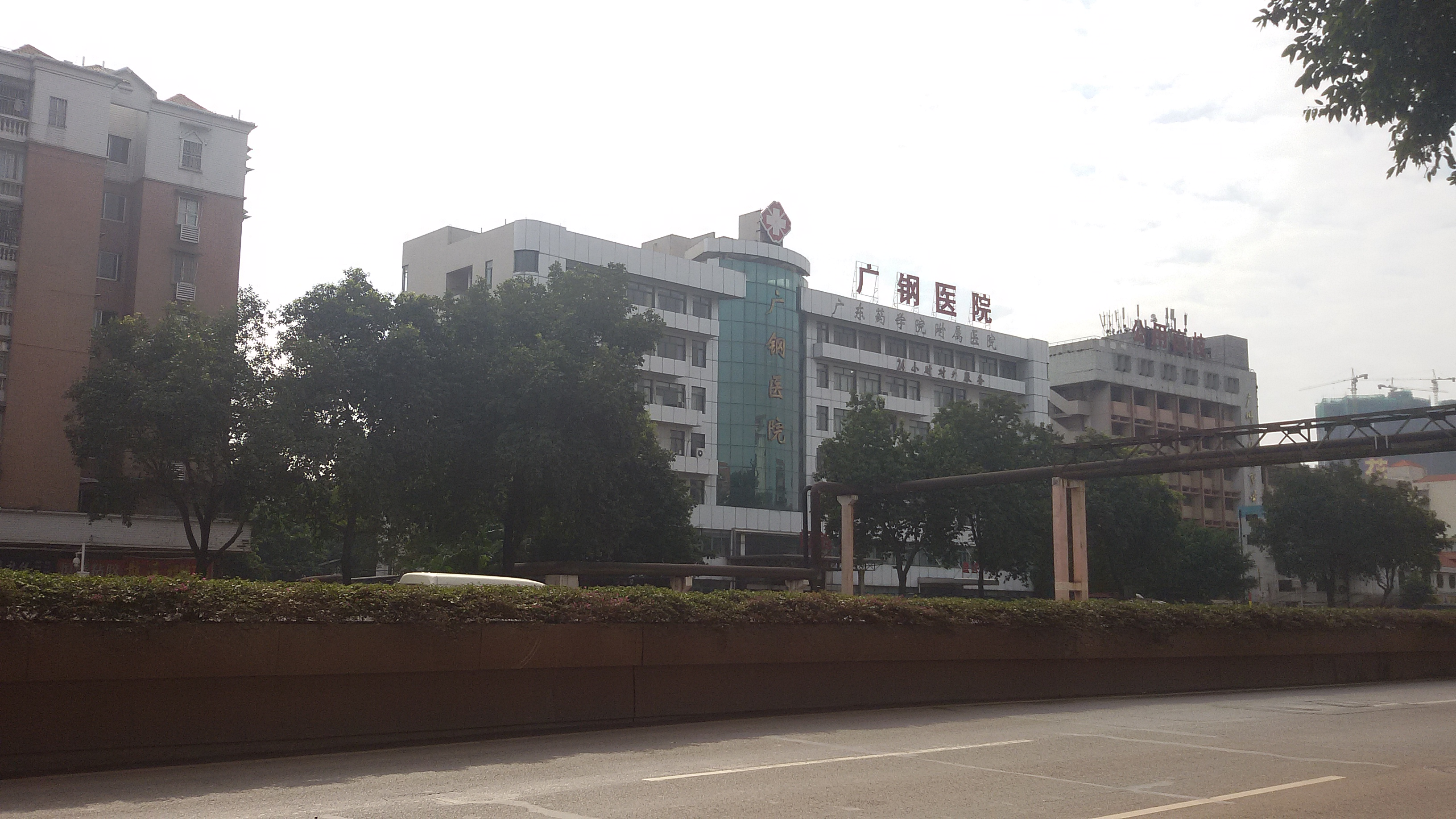
广钢医院

- 广钢医院，广州钢铁企业集团医院，是一所综合医院。该院位于广州市芳村区白鹤洞，属下还有北郊分院（位于白云区联和）、白鹤洞山顶区卫生服务站和西朗石灰分厂诊所。医院本部占地面积2.8万平方米，建筑面积2万平方米，员工301人，病床190张。
- 广钢小学，已交由广州基督教青年会接管并改建。
- 广钢中学，已交由广州市真光中学接管，并改建为真光实验中学。
- 广钢气体，1969年拆分，专职生产炼钢所需的高纯度氧气。现主要以研发、生产和销售电子大宗气体的核心工业气体产业。

## 名人
- 杨资元
- 张广宁[7]